# Música pop francesa
A Música pop francesa é um gênero musical de língua francesa, reproduzida por cantores da França, Canadá, Suíça, Bélgica ou países francófonos.

## Artistas da música francesa
- AaRON
- Adamo
- Alizée
- Anaïs
- Keren Ann
- Dick Annegarn
- Arno
- Hugues Aufray
- Charles Aznavour
- Josephine Baker
- Daniel Balavoine
- Dalida
- Barbara
- Alain Bashung
- Axel Bauer
- Bénabar
- Amel Bent
- Brigitte Bardot
- Michel Berger
- Benjamin Biolay
- Jane Birkin
- Isabelle Boulay
- Mike Brant
- Georges Brassens
- Patrick Bruel
- Carla Bruni
- Bertrand Burgalat
- Cali
- Calogero
- Francis Cabrel
- Alain Chamfort
- Manu Chao
- Éric Charden
- Robert Charlebois
- Lorie
- Louis Chedid
- Matthieu Chedid
- Christophe
- Richard Clayderman
- Julien Clerc
- Riccardo Cocciante
- Annie Cordy
- Nicole Croisille
- Etienne Daho
- Dalida
- Joe Dassin
- Gérald De Palmas
- Vincent Delerm
- Michel Delpech
- Céline Dion
- Julien Doré
- Claude Dubois
- Jacques Dutronc
- Lara Fabian
- Mylène Farmer
- Jean-Pierre Ferland
- Jean Ferrat
- Nino Ferrer
- Thomas Fersen
- Patrick Fiori
- Liane Foly
- Maxime Le Forestier
- Claude François
- Élodie Frégé
- Michel Fugain
- Serge Gainsbourg
- France Gall
- Garou
- Grégoire
- Jean-Jacques Goldman
- Juliette Gréco
- Johnny Hallyday
- Françoise Hardy
- Harmonium
- Jacques Higelin
- Sophie Hunter
- Indila
- Les Innocents
- Jenifer
- Michel Jonasz
- Patrick Juvet
- Patricia Kaas
- Philippe Katerine
- Marie Laforêt
- Serge Lama
- Bernard Lavilliers
- Daniel Lavoie
- Marc Lavoine
- Maxime Le Forestier
- Grégory Lemarchal
- Lynda Lemay
- Gérard Lenorman
- Nolwenn Leroy
- Loane
- Louise Attaque
- M83
- Mano Solo
- Maurane
- Mel's[1]
- Eddy Mitchell
- Nana Mouskouri
- Georges Moustaki
- Claude Nougaro
- Offenbach
- Pascal Obispo
- Michel Pagliaro
- Florent Pagny
- Vanessa Paradis
- Kevin Parent
- Mario Pelchat
- Bruno Pelletier
- Phoenix
- Edith Piaf
- M. Pokora
- Michel Polnareff
- Quynh Anh
- Raphaël
- Axelle Red
- Red Cardell
- Serge Reggiani
- Renaud
- Ginette Reno
- Nicole Rieu
- Les Rita Mitsouko
- Dick Rivers
- Kate Ryan
- Henri Salvador
- Véronique Sanson
- Michel Sardou
- Hélène Ségara
- Sheila
- William Sheller
- Shy'm
- Mano Solo
- Natasha St-Pier
- Stromae
- Les Surfs
- Tahiti 80
- Tal
- Têtes Raides
- Téléphone
- Sébastien Tellier
- Tété
- Cœur de pirate
- Michèle Torr
- Charles Trenet
- Sylvie Vartan
- Roch Voisine
- Laurent Voulzy
- Andrée Watters
- Christophe Willem
- Nanette Workman
- Yelle
- Zazie
- Zebda
- Julie Zenatti
- Zoë